# Judo-Europameisterschaften der Männer 1972
Die Judo-Europameisterschaften 1972 der Männer fanden vom 12. bis zum 14. Mai in Voorburg statt. Nach 1957 in Rotterdam und 1960 in Amsterdam waren es die dritten Judo-Europameisterschaften in den Niederlanden.
Das Team des Gastgeberlandes führte den Medaillenspiegel dank zwei Siegen von Willem Ruska an. Jean-Jacques Mounier gewann seinen dritten Titel in Folge.
Dreieinhalb Monate nach den Europameisterschaften fanden in München die olympischen Judowettbewerbe statt. Willem Ruska gewann auch in München zwei Goldmedaillen, die anderen vier Europameister von Voorburg erkämpften in München je eine Bronzemedaille, wobei Angelo Parisi seine Medaille in der offenen Klasse gewann.

## Ergebnisse
| Gewichtsklasse                | Gold                 | Silber               | Bronze                                 |
| ----------------------------- | -------------------- | -------------------- | -------------------------------------- |
| Leichtgewicht (bis 63 kg)     | Jean-Jacques Mounier | Sergei Suslin        | Karl-Heinz Werner Sergei Melnitschenko |
| Halbmittelgewicht (bis 70 kg) | Dietmar Hötger       | Anatolij Nowikow     | Albert Verhülsdonk Marian Talaj        |
| Mittelgewicht (bis 80 kg)     | Jean-Paul Coche      | Guram Gogolauri      | László Ipacs Andrei Tschupaschenko     |
| Halbschwergewicht (bis 93 kg) | Angelo Parisi        | Jan Bosman           | Ernst Eugster Jewgeni Soloduchin       |
| Schwergewicht (über 93 kg)    | Willem Ruska         | Giwi Onaschwili      | Witali Kusnezow Santiago Ojeda         |
| Offene Klasse                 | Willem Ruska         | Jean-Claude Brondani | Sergei Nowikow Klaus Hennig            |

## Medaillenspiegel
| Rang | Land                            | Gold | Silber | Bronze | Gesamt |
| ---- | ------------------------------- | ---- | ------ | ------ | ------ |
| 1    | Niederlande                     | 2    | 1      | 1      | 4      |
| 2    | Frankreich                      | 2    | 1      | –      | 3      |
| 3    | Deutsche Demokratische Republik | 1    | –      | 2      | 3      |
| 4    | Vereinigtes Königreich          | 1    | –      | –      | 1      |
| 5    | Sowjetunion                     | –    | 4      | 5      | 9      |
| 6    | Spanien                         | –    | –      | 1      | 1      |
| 6    | BR Deutschland                  | –    | –      | 1      | 1      |
| 6    | Ungarn                          | –    | -      | 1      | 1      |
| 6    | Polen                           | –    | -      | 1      | 1      |
|      | Total                           | 6    | 6      | 12     | 24     |